# Васальні та данницькі держави Османської імперії

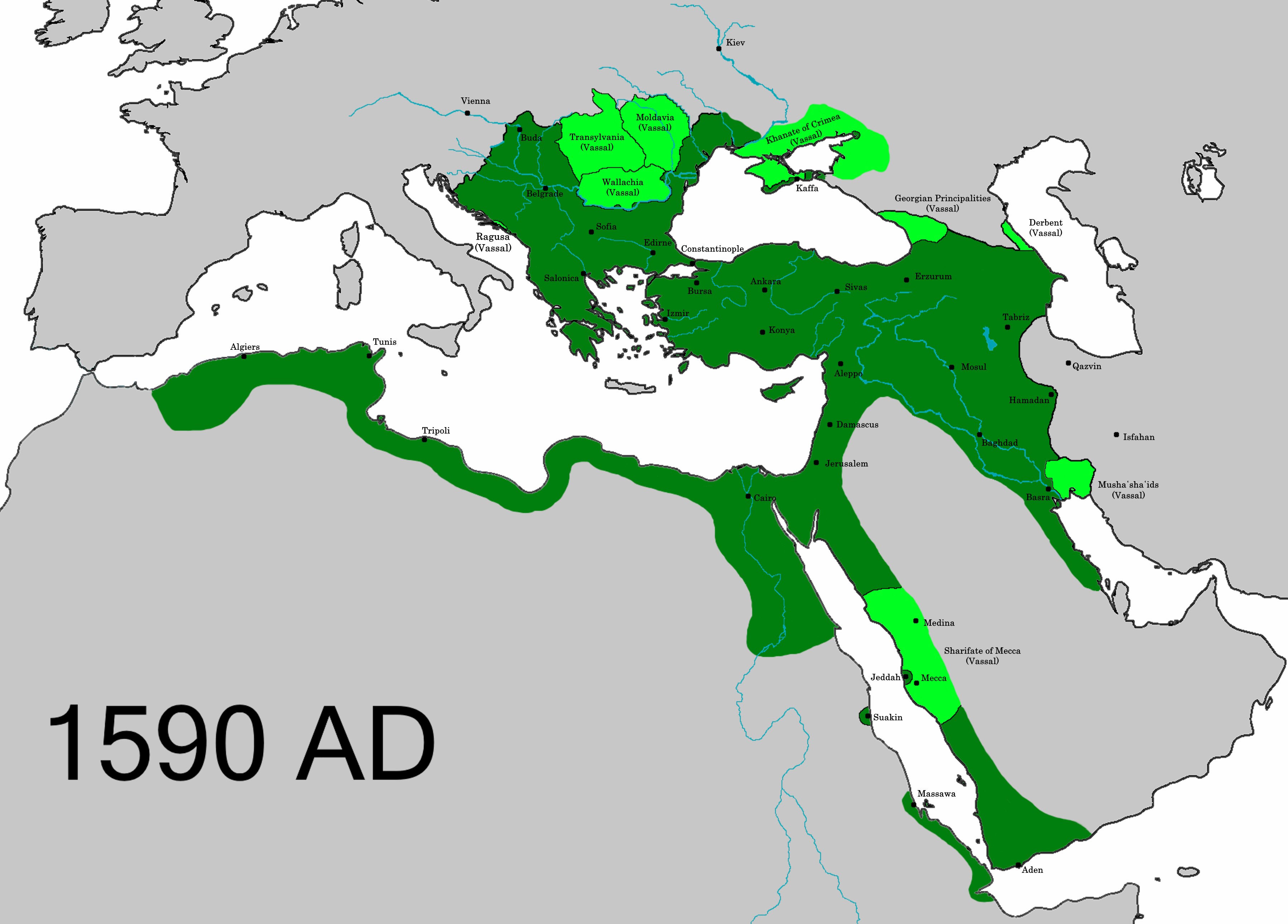
Османська імперія при її найбільшому розширенні на Близькому Сході, включаючи її клієнтські держави

Протягом своєї історії Османська імперія мала низку данницьких держав і васалів. Данницькі держави регулярно надсилали данину Османській імперії, що вважалося обома державами також символом підпорядкування. В обмін на певні привілеї її васальні держави були зобов’язані надавати підтримку Османській імперії, коли її вимагали. Деякі з її васальних держав також були данницькими державами. Ці клієнтські держави, багато з яких можна описати сучасними термінами, такими як держави-сателіти або маріонеткові держави, зазвичай знаходились на периферії Османської імперії під сюзеренітетом Високої Порти, над якими з різних причин не було встановлено прямого контролю.

## Функції
Османи спочатку вимагали лише невелику щорічну данину від васальних князів на знак своєї покори. Пізніше вони вимагали взяти в заручники сина васального князя, щоб князь раз на рік приходив до палацу і присягав на вірність, а також щоб він посилав допоміжні війська в походи султана. Васальні князі повинні були ставитися до друзів і ворогів султана як до своїх. Якщо васал не виконував ці обов’язки, його землі оголошувалися дарюлхарбом (букв. територією війни), відкритою для набігів Газі.

## Форми
Деякі держави в системі еялетів мали санджак-беїв, які були місцевими жителями свого санджаку або які успадковували їхню посаду (наприклад, Самцхе-Саатабаго, деякі курдські санджаки), території, яким було дозволено обирати власних лідерів (наприклад, області Албанії, Епіру та Мореї (Півострів Мані)) номінально входив до складу провінції Егейських островів, але беї Маніоти були данницькими васалами Порти або де-факто незалежними еялетами (наприклад, берберські «регентства» Алжир, Туніс, Триполітанія в Магрибі, а пізніше Єгипетський хедиват).
- Поза системою еялетів були такі держави, як Молдавія, Валахія та Трансильванія, які сплачували данину Османам і над якими Порта мала право призначати або скидати правителя, права гарнізону та контролювати зовнішню політику. Османи вважали їх частиною Дар аль-Ахд, тому їм дозволили зберегти самоврядування, і вони не перебували під ісламським правом, як власне імперія; Османським підданим або мусульманам не дозволялося постійно заселяти землю або будувати мечеті.[2]
- Деякі держави, такі як Рагуза, платили данину за всю свою територію та визнавали османський сюзеренітет.
- Інші, такі як шериф Мекки[en], визнавали сюзеренітет Османської імперії, але їх субсидувала Порта. Очікувалося, що османи також захищатимуть Шарифат під час війни — як сюзерени над Меккою та Мединою, османські султани мали забезпечувати захист прочан хаджу та умри та безпечний їх прохід. Амір аль-Хадж був військовим офіцером, призначеним Султанатом для забезпечення цього.
- В ХІХ столітті, коли територія Османської імперії скорочувалась, кілька держав, що відкололися від Османської імперії, мали статус васальних держав (наприклад, вони платили данину Османській імперії), перш ніж отримати повну незалежність. Проте де-факто вони були незалежними, в тому числі мали власну зовнішню політику та власну незалежну армію. Так було з князівствами Сербія, Румунія та Болгарія.
- Деякі держави сплачували данину за володіння, які були юридично пов’язані з Османською імперією, але не належали османам, наприклад Габсбурги для частини Угорського королівства або Венеція для Занте.

Були також вторинні васали, такі як Ногайська орда та черкеси, які були (принаймні номінально) васалами ханів Криму, або деякі бербери та араби, які платили данину північноафриканським бейлербеям, які, у свою чергу, самі були васалами Османської імперії.

## Список

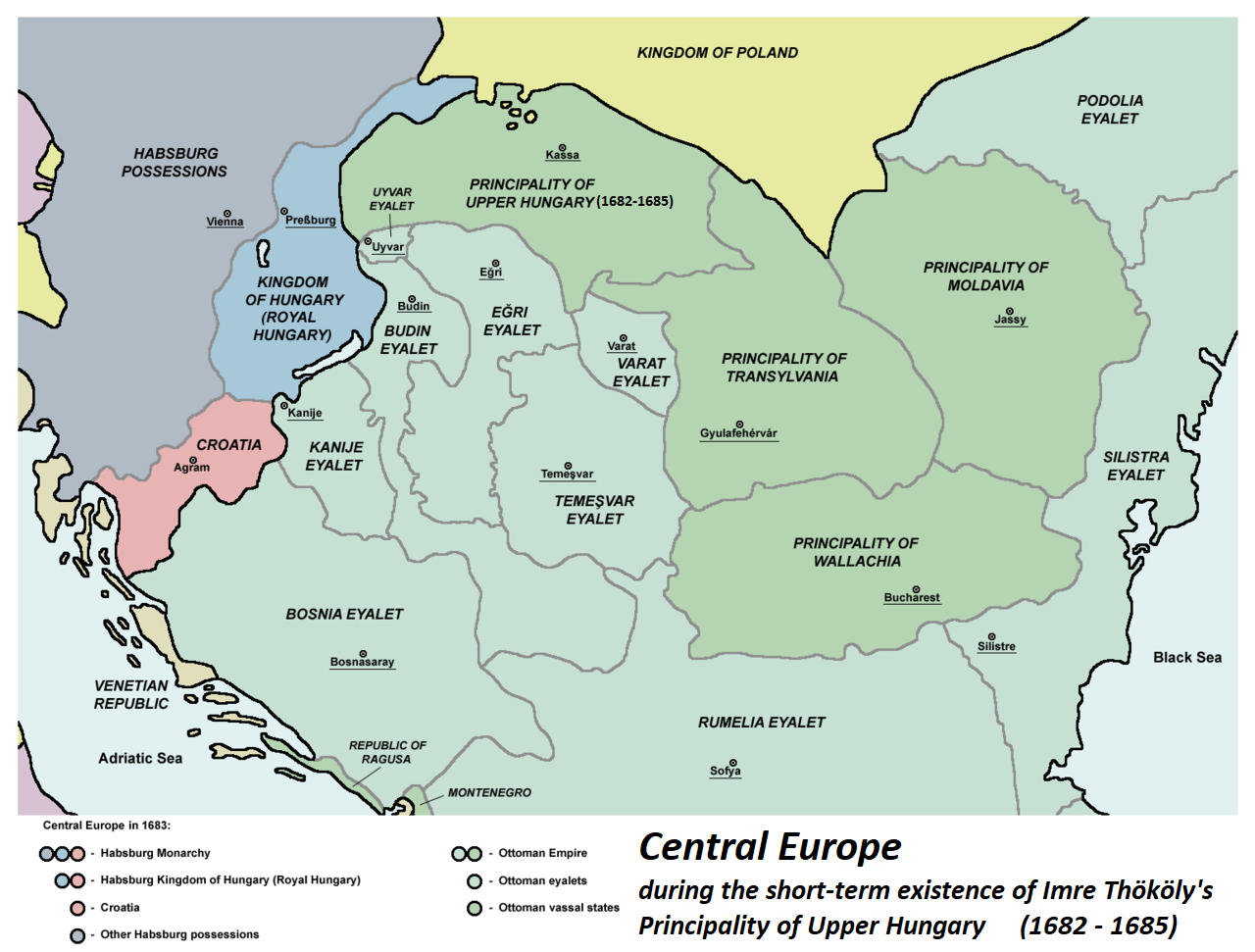
Карта, на якій зображені деякі васальні держави Османської імперії в 1683 році

- Візантійська імперія (1370–1402, 1421–1453)
  - Морейський деспотат (1422–1470)
  - Трапезундська імперія (1456–1461)
- Прилепське королівство (1371–1395)
- Знатний рід Деяновичів[en] (1371–1395)
- Волоське князівство, (1396–1397, 1417–1861) з деякими перервами.
- Сербський деспотат (1402-1459)
- Друге болгарське царство (XIV століття)
- Молдавське князівство, 1456–1457, 1503–1861 з деякими перервами.
- Рагузька республіка (1458–1808)
- Малаккський султанат (1459–1477) за правління султана Мансур-шаха.
- Кримське ханство, (1478—1774) 
  - Буджацька орда (? –1807)
  - Черкеські князівства і племена
  - Кабарда (? –1739)
  - Єдисан (1684–1760-ті)
- Емірат Гірський Ліван[en]
  - Маани[en] (1516–1697)
  - Шехаб (1697–1840)
- Шаріфат Мекки (1517–1803)
- Сеннарський султанат (1556–1821)
- Казанське ханство, 1523: Казань на короткий час завойована Кримським ханством, Сахіб I Ґерай став ханом[3]
- Східно-Угорське королівство (1526–1551, 1556–1570)
- Султанат Адал[4][5]
- Наксоське герцогство (1537,[6] 1565[6]–1579)
- Султанат Туггурт[en] (1552–1871)
- Оманська імперія (1602–XVIII століття)
- Королівство Бені-Аббес[en][7]
- Самцхе-Саатабаго (атабегат) (1500–1515)[8]
- Ваттасиди (1554)[9]
- Імеретинське царство (1555–1804)
  - Мегрельське князівство (1557–1803)
  - Гурійське князівство (1614–1810)
- Абхазьке князівство (1555–1810)
- Імперія Канем-Борну (1603)
- Вадайський султанат
- Ефіопія (1541-18 століття)
- Мальдівська династія Гілаалі[en], 1565?–1737?[10]
- Трансильванське князівство, (1570–1699) з деякими перервами
- Міста-держави суахілі (1583)
- Ачеський султанат, 1569–1903[11][12]
- Саадити (1576)[13]
- Богемське королівство, на короткий час у 1620 році під керівництвом Фрідріха I Богемського[14]
- Емірат Харар (1647–1887)
- Курдські емірати[en] (XVI-XIX ст.)
- Князівство Чорногорія, (1696–1878)
- Гетьманщина: протекторат і санджак Османської імперії (1655 - 1663)[15][16] та (червень 1669 — 1685)[17][18]
- Князівство Верхня Угорщина[en] (сучасна Словаччина), 1682–1685 за Імре Текелі[19]
- Задунайська Січ
- Мамлюцький Ірак (1704–1831)
- Династія Хотакі[20]
- Дарфурський султанат[21] (1915)
- Республіка Семи Островів (1800–1807)
- Сербське князівство, 1815–1878; фактична незалежність 1867 р.; де-юре незалежність 1878
- Джебель-Шаммар, 1836–1921[22]
- Емірат Неджд[23]
- Об'єднане князівство Волощини та Молдови, (1862–1877)
- Єттішар[en] (1865-1877)
- Єгипетський хедиват, 1867–1914: де-юре під османським сюзеренітетом, фактично повністю автономним, а з 1882 року під британською окупацією; вирвався з-під влади Османської імперії після вступу Османської імперії в Першу світову війну на боці Центральних держав і реформований як «Султанат Єгипет», який був оголошений британським протекторатом 5 листопада 1914 року, у день, коли Британія та Франція оголосили війну Османській імперії. Британія також формально анексувала Кіпр (під британською адміністрацією з Кіпрської конвенції[en] 1878 року, але номінально залишався османською територією) до 5 листопада 1914 року.
- Болгарське князівство, 1878–1908: фактично незалежне.
- Самоське князівство, 1835–1912: засноване як автономне данницьке князівство під керівництвом князя-християнина; була приєднана до Греції під час Першої балканської війни
- Східна Румелія, 1878–1885: створена згідно рішенням Берлінського трактата 13 липня 1878 року як автономна провінція; у особистій унії з данницьким князівством Болгарією 6 вересня 1885 року, але де-юре залишалося під османським сюзеренітетом; анексований Болгарією 5 жовтня 1908 року.
- Кіпр, 1878–1914: заснована британська адміністрація під османським сюзеренітетом Кіпрською конвенцією від 4 червня 1878 р.; анексований Великобританією 5 листопада 1914 року після вступу Османської імперії в Першу світову війну.
- Катар, 1872–1913
- Критська держава, 1898–1912/13: заснована як держава-данник під міжнародним контролем, очолювана християнським губернатором; в 1908 році критський парламент в односторонньому порядку проголосив унію з Грецією; острів був окупований Грецією в 1912 році, а де-юре анексований в 1913 році